# 上格萊爾施山

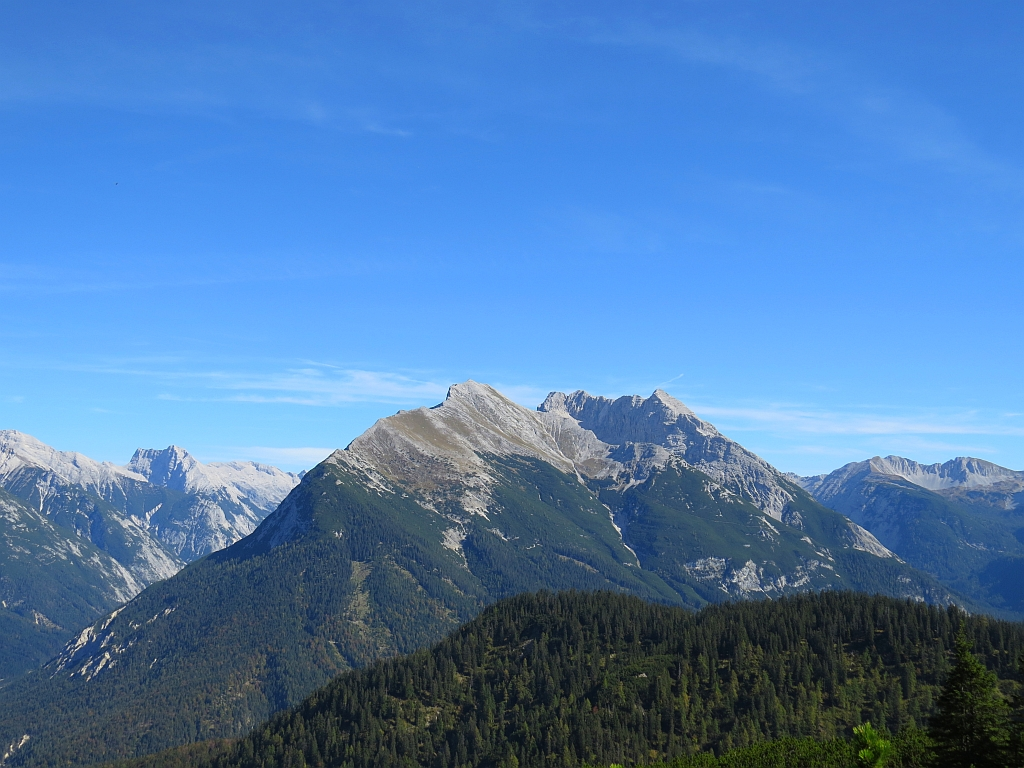

47°21′40″N 11°21′22″E / 47.36111°N 11.35611°E
上格萊爾施山（德語：Hoher Gleirsch），是奧地利的山峰，位於該國西部，由蒂羅爾州負責管轄，屬於卡爾文德爾山脈的一部分，距離耶格卡爾峰1.5公里，海拔高度2,492米，每年平均降雨量1,666毫米，人類在1859年首次登頂。